# Sebastiano Mazzoni
Pour les articles homonymes, voir Mazzoni.
Sebastiano Mazzoni (Florence, v. 1611 - Venise, 22 avril 1678) est un architecte, un poète satirique et un peintre vénitien du XVIIe siècle.

## Biographie
Sebastiano Mazzoni est né à Florence. Il est documenté dans l'atelier de Baccio del Bianco en 1632-1633. En 1638 il rejoint l'Accademia del Disegno. En 1648 il se rend à Venise où il demeure jusqu'à sa mort avenue en 1678.
À Venise il mène aussi une activité d'architecte : le projet du palais Moro-Lin « palais des treize fenêtres », sur le Grand Canal est son œuvre.
Andrea Celesti a été un de ses élèves et il a influencé le style de Sebastiano Ricci et Fra Galgario Ghislandi.

## Œuvres
Italie
- Allégories de l'Été et de l'Hiver, Palais Arcivescovile, Florence,
- Portrait de guerrier, Museo Civico, Padoue,
- Mort de Cléopâtre et Loth et ses filles, Accademia dei Concordi, Rovigo,
- Mars surprend Vénus et Vulcain, huile sur toile, 51 × 101 cm, collection Solrini Brescia/Venise[1].
- Eglise San Benedetto, Venise (Non ouverte au public) : Saint Benoît et la Vierge (1648), retable, huile sur toile, 400 × 269 cm, a pour pendant Saint Benoît en gloire [2] et  Saint Benoît présente Pasqualino Daneli à la Vierge (1648), retable, huile sur toile, 400 × 269 cm.
- Érection de la Croix, huile sur toile, Ca' Rezzonico, Venise
- Annonciation (1650), huile sur toile, 226 × 157 cm, Gallerie dell'Accademia, Venise. Vient de l'église Santa Cristina [3]
- Sainte Catherine refuse d'adorer les idoles (1665), huile sur toile,Gallerie dell'Accademia, Venise. Vient du couvent de l'église Santa Cristina [4]

France
- Saint Benoît porté en gloire par les vertus théologales, esquisse, papier marouflé sur bois, 41 × 29 cm, musée des beaux-arts de Nantes[5]
- La Dispute des Arts, musée de Mme Jacquemart-André, abbaye de Chaalis,

USA
- Festin de Cléopâtre (1660), Smithsonian Institution, Washington, N. G.,
- Le Sacrifice baroque de la fille de Jephté (v. 1650), Nelson Atkins Museum
- Vénus et Cupidon, collection Navarro, New York,

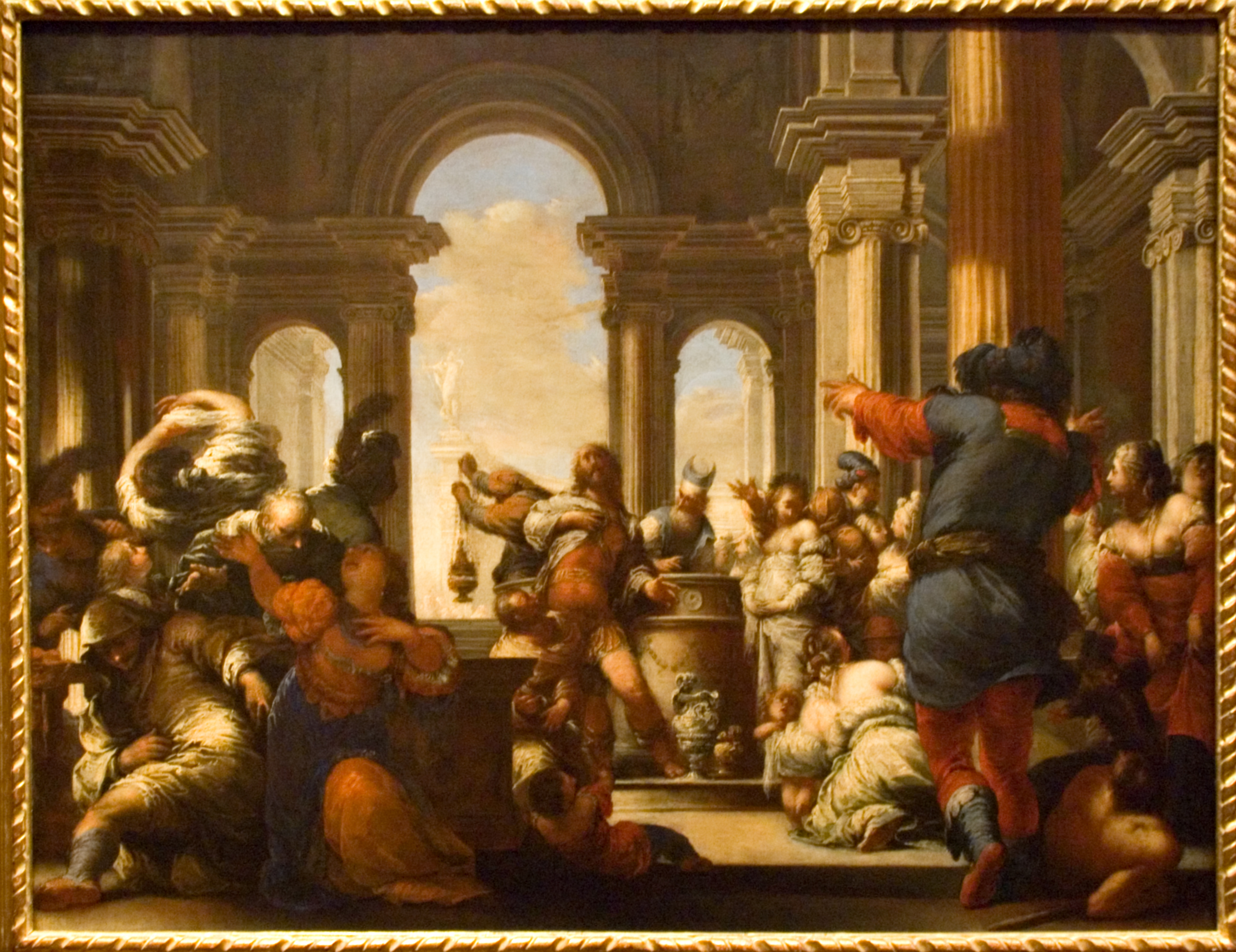
Le Sacrifice de la fille de Jephté (v. 1650), Nelson Atkins Museum
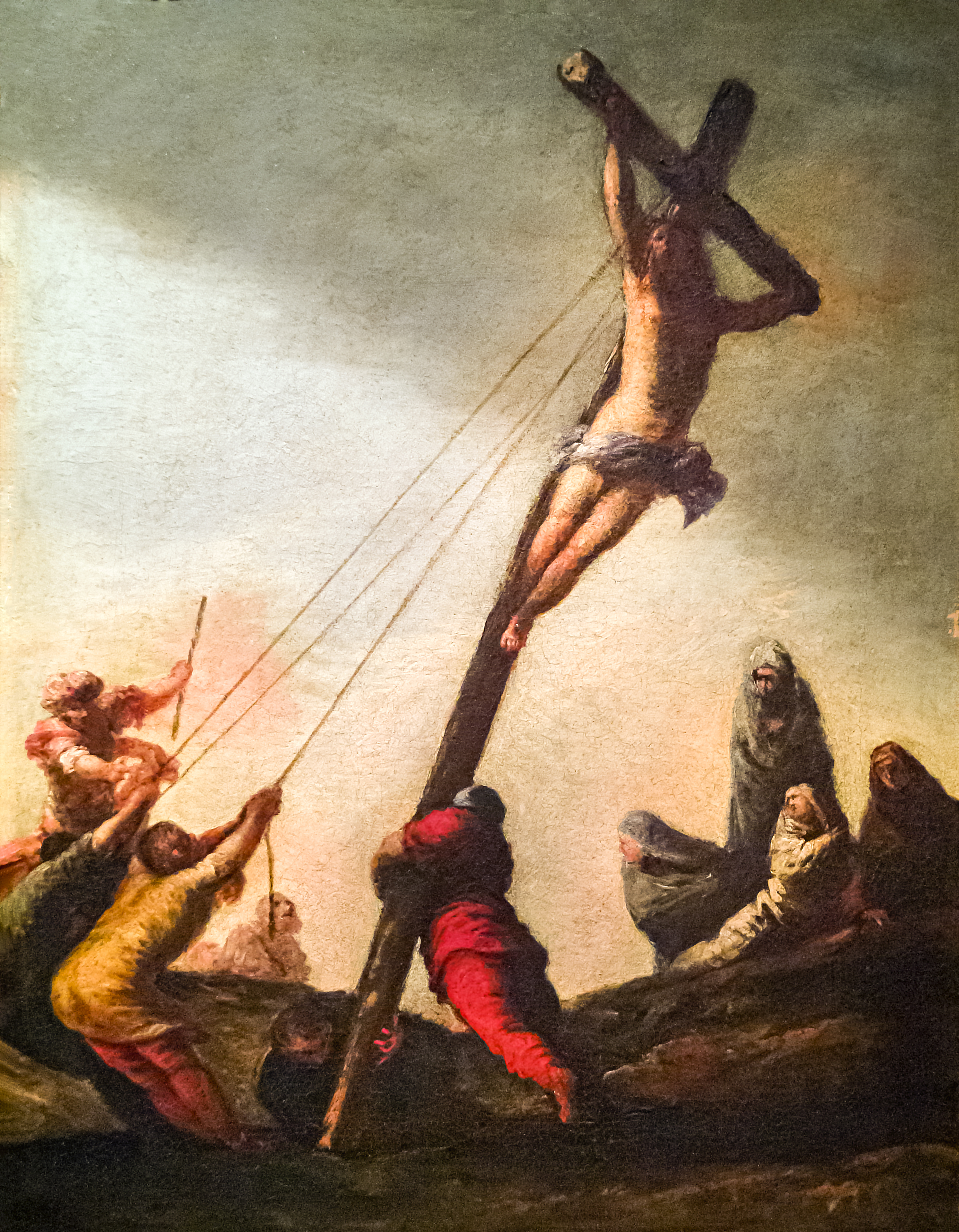
Érection de la Croix - Ca' Rezzonico, Venise
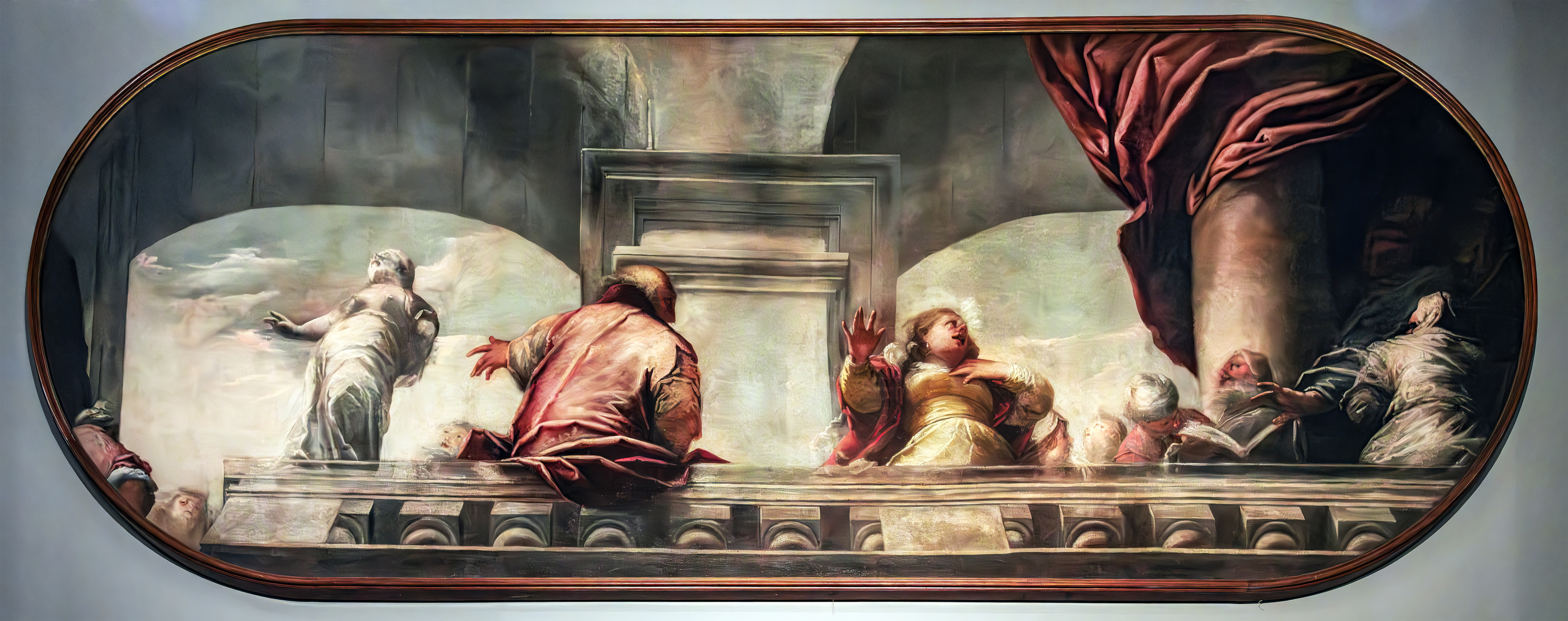
Sainte Catherine refuse d'adorer les idoles Galeries de l'Académie de Venise

## Sources
- Voir liens externes